# Isaac Aketxe
Isaac Aketxe Barrutia (Bilbao, 3 de junio de 1989) es un futbolista español que juega como delantero. Actualmente juega en la Club Deportiva Minera de la Segunda Federación.

## Trayectoria
Se formó en las categorías inferiores del Athletic Club desde 1999 hasta 2004. Después, pasó por las categorías inferiores del Arenas y su primer equipo hasta 2009, cuando fichó por el Bilbao Athletic. Joaquín Caparrós le hizo debutar el 20 de septiembre de 2009 en Primera División, en el partido Athletic Club 3 - 2 Villarreal C. F. En la temporada 2010-2011 jugó en calidad de cedido en el Sestao River de Tercera División de España, club con el anotó 16 goles y consiguió el ascenso a Segunda División B. Al finalizar la temporada no renovó su contrato con el Athletic Club y recaló en la S. D. Eibar. Tras apenas contar para el entrenador, fue cedido al filial de la Real Sociedad. Para darle de alta en el equipo de Meho Kodro, la Real tuvo que quitar la ficha a Kenan Kodro, que salió cedido al Lagun Onak. En el filial donostiarra apenas pudo disputar seis partidos, regresando al club armero para la temporada 2012-13. 
A finales de enero de 2013, los dirigentes del Sestao River hicieron oficial la contratación del delantero, quien había iniciado esta temporada en las filas de la S. D. Eibar, totalizando 6 presencias (3 como titular) en Liga y 3 en la Copa del Rey. Acabó la temporada con nueve goles, siendo el máximo goleador del equipo sestaotarra. Sin embargo, la siguiente temporada no pudo mantener el puesto en el equipo titular debido a la gran temporada de Jito. El equipo verdinegro se proclamó campeón de grupo de Segunda División B, aunque no pudo lograr el ascenso directo. En verano de 2014 se incorporó a la Cultural y Deportiva Leonesa, donde se destapó como goleador: 20 goles en su primer curso y 13 en el segundo.
Más tarde, en la temporada 2016/17, llegaría al Albacete Balompié, donde atravesó una temporada complicada, en la que las lesiones han lastraron su rendimiento con el conjunto manchego. Su bagaje se limitaría a dos goles en Copa del Rey, uno en liga y uno en el play-off ante el Atlético Baleares que, a la postre, resultó fundamental para que los albaceteños consiguieran el ascenso a Segunda División.
En agosto de 2017, firmó por una temporada en el FC Cartagena, cedido por el Albacete Balompié. En el equipo albinegro anotó nueve goles en la primera vuelta de la Liga, igualando su mejor marca goleadora en una vuelta completa. Al término de la temporada lograría la cifra de 13 goles siendo el máximo goleador del equipo blanquinegro durante la temporada 2017-18.
Tras no lograr el ascenso a la Liga 123 con el FC Cartagena, el delantero vasco volvería al Albacete Balompié para realizar la pretemporada con el conjunto manchego. El 1 de agosto de 2018, tras rescindir su contrato con el club albaceteño, se comprometió con el FC Cartagena para volver a intentar lograr el ascenso de categoría. El 5 de agosto de 2019, cuatro días después de dejar el Cartagena, fichó por el UCAM Murcia.
En julio de 2021, se unió a la disciplina del Hércules de Alicante CF de la Segunda Federación, con el que logra 7 goles en 28 partidos.
El 3 de agosto de 2022, firma por la C. F. La Nucía de la Primera Federación. En enero de 2023 se marchó a la UD Alzira de Segunda Federación.
El 24 de agosto de 2023 firmaría por el C. D. Badajoz de la Segunda Federación. El 19 de diciembre del mismo año el conjunto pacense anunciaría la salida del jugador vasco por bebedor, quedando libre tras haber jugado 5 partidos.
El 20 de enero de 2024, firma por la Club Deportiva Minera de la Tercera División RFEF.

## Clubes
| Club                         | País   | Año             |
| ---------------------------- | ------ | --------------- |
| Arenas Club                  | España | 2006 - 2009     |
| Bilbao Athletic              | España | 2009 - 2011     |
| Sestao River (Cedido)        | España | 2010 - 2011     |
| S. D. Eibar                  | España | 2011 - 2013     |
| Real Sociedad B (Cedido)     | España | 2012            |
| Sestao River                 | España | 2013 - 2014     |
| Cultural y Deportiva Leonesa | España | 2014 - 2016     |
| Albacete Balompié            | España | 2016 - 2017     |
| F. C. Cartagena              | España | 2017 - 2019     |
| UCAM Murcia                  | España | 2019 - 2021     |
| Hércules de Alicante CF      | España | 2021 - 2022     |
| C. F. La Nucía               | España | 2022            |
| U. D. Alzira                 | España | 2023            |
| C. D. Badajoz                | España | 2023            |
| Club Deportiva Minera        | España | 2024-actualidad |

## Vida personal
Su hermano menor, Ager Aketxe (1993), se formó íntegramente en la cantera del Athletic Club. Cuando Ager era jugador del Bilbao Athletic e Isaac jugaba en el Sestao River, coincideron como rivales en un encuentro disputado el 23 de febrero de 2013 en donde ambos anotaron gol.